# 主基村
主基村（すきむら）は、かつて千葉県安房郡に存在した村である。現在の鴨川市の西部に位置している。
1889年（明治22年）、町村制施行に際して由基村（ゆきむら）として発足（当初は長狭郡所属）。1915年（大正4年）に主基村と改称し、昭和の大合併に伴い消滅した。村名は、明治天皇の大嘗祭において当地に主基斎田が定められたことに由来する。

## 地理
現在の鴨川市西部に位置する。
現在の鴨川市域を、鴨川市成立時およびその後の合併時の町村によって4地区に区分する場合、旧主基村の地域は「長狭地区」の一部に位置付けられている。鴨川市域を町村制施行当時の町村（旧町村）によって12地区に区分する場合は「主基地区」とされ、現在の大字では成川（なりがわ）・北小町（きたこまち）・南小町（みなみこまち）・上小原（かみこばら）・下小原（しもこばら）、および主基西（すきにし）が含まれる。
1926年（大正15年）時点の主基村は、東に田原村、西に吉尾村と接し、南は嶺岡山脈を隔てて曽呂村、北は房総山脈を隔てて君津郡亀山村・三島村に接していた:1089。当時は全村を北小町・南小町・成川・上小原・下小原の5区に分けていた:1089。

## 歴史
1871年（明治4年）、明治天皇の大嘗祭において、当時花房藩領であった安房国長狭郡北小町村字仲ノ坪に主基斎田が定められた。
1878年（明治11年）、千葉県に郡区町村編制法が施行されると、北小町村・南小町村・成川村の連合（連合戸長役場）と、上小原村・下小原村の連合が成立。1884年（明治17年）に2つの連合が1つに統合された。
1889年（明治22年）、町村制の施行に伴い北小町村・南小町村・成川村・上小原村・下小原村が合併し、由基村として発足した。この際、押切村の一部（北小町村内にあった飛び地）も編入された。由基村の名は、大嘗祭で供米を献じたことを記念したものである。
村役場は当初北小町に置かれたが、数度位置を変更し、1910年（明治43年）に村域の中央に当たる成川に移された:1090。
1915年（大正4年）に主基村と改称された。

### 行政区画・自治体沿革
- 1889年（明治22年）4月1日 - 町村制の施行により北小町村、南小町村、成川村、上小原村、下小原村が合併して長狭郡由基村が発足。
- 1897年（明治30年）4月1日 - 長狭郡が安房郡に編入。
- 1915年（大正4年）10月1日 - 由基村が主基村に改称。
- 1955年（昭和30年）3月31日 - 大山村、吉尾村と合併し、長狭町を新設。同日主基村廃止。

## 交通

### 道路
- 長狭街道

## 経済
1888年（明治21年）に記された分合取調文書によれば、住民はおおむね農業で生計を立てていたとある。
1926年（大正15年）の『安房郡誌』によれば、村は純農村で、土地が肥沃なため農耕に適するという:1091。副業として養蚕・畜産に従事する者が多く、また果樹栽培（柑橘・柿）も盛んで、「小原柿」が知られていた:1091。このほか薪炭も多く生産していた:1091。

### 畜産業・乳業
1916年（大正5年）に設立された房総煉乳株式会社（明治乳業の源流）は、地域の中小企業を統合していったが、1918年（大正7年）に南小町に主基工場を新設している。

## 名所・旧跡・祭事
- 山之城（現在の主基西周辺） - 正木氏の居城
- 環斎屋敷[4]:1091（成川） - 正木邦時（頼忠、環斎）の館跡
- 白滝不動尊[4]:1091（上小原）
- 主基斎田址[4]:1091（北小町）